# Lomandra elongata
Lomandra elongata là một loài thực vật có hoa trong họ Măng tây. Loài này được (Benth.) Ewart mô tả khoa học đầu tiên năm 1916.